# Scărișoara (okręg Vâlcea)
Scărișoara – wieś w Rumunii, w okręgu Vâlcea, w gminie Mihăești. W 2011 roku liczyła 414 mieszkańców.